# Nuovo Contrordine Mondiale
Nuovo Contrordine Mondiale è il decimo album del cantautore italiano Povia, autoprodotto, autodistribuito, pubblicato il 23 aprile 2016 e contemporaneamente reso pubblico sulle piattaforme di streaming ufficiali.

## Descrizione
Il doppio cd è frutto del lavoro di oltre due anni ed esprime, attraverso 19 tracce, il pensiero del cantautore milanese su varie tematiche di attualità: i brani trattano, tra gli altri, temi quali politica, finanza, economia, legalizzazione delle droghe, maternità surrogata e una rilettura dell'Unità d'Italia.

Parlando dell'album, Povia ha detto: 
L'album, come dichiarato dal cantautore stesso, è un "disco sovrano":

## Promozione
Il cantante ha promosso il suo disco in una puntata di "Quelle brave ragazze" su Rai 1, in cui ha criticato, tra le altre cose, la teoria gender e gli studi sul genere, i trattati internazionali e l'Euro ed ha affermato che "si stava meglio quando c'era Berlusconi". L'intervista è stata molto criticata ed ha suscitato indignazione sul web. Anche il tour e le conferenze sono state accompagnate da numerose polemiche. La canzone "Dobbiamo salvare l'innocenza", dedicata ai bambini, è stata accolta freddamente poiché, nel 2005, Povia non versò per i bambini del Darfur i soldi che aveva raccolto in una serata di beneficenza per quella regione.

## Tracce
Testi e musiche di Giuseppe Povia.

### Tracce CD1
1. Chi comanda il mondo? - 5:03
2. Essere non essere - 3:16
3. Stare bene - 3:10
4. Selvaggia - 4:34
5. La soglia del 3 - 3:48
6. Debito pubblico - 4:35
7. Io non sono democratico - 4:25
8. Siamo italiani - 3:54
9. Illuso - 3:30

### Tracce CD2
1. Al sud - 4:44
2. Dobbiamo salvare l'innocenza - 4:34
3. Tornerà l'estate - 3:11
4. Job Act - 4:11
5. Ignorante - 4:10
6. La terminologia dei bimbiminkia - 3:53
7. Meravigliosa follia - 4:05
8. Il mondo fuma - 3:54
9. Era meglio Berlusconi - 3:29
10. Voglio respirare - 4:18